# アラブ首長国連邦の経済
アラブ首長国連邦の経済（アラブしゅちょうこくれんぽうのけいざい、英: Economy of the United Arab Emirates）では、アラブ首長国連邦（以下、UAE）の経済について論じる。
UAEは、1人当たりGDP、1人当たりエネルギー消費量、人間開発指数（HDI）といったさまざまな社会経済的な指標に基づいた指標で最も発展している国の一つとなっている。

## 概要
2007年のUAEの名目GDPは湾岸アラブ諸国協力会議（CCASG）諸国の中では、サウジアラビアに次いで第2位、MENA（中東・北アフリカ）諸国の中ではトルコ、サウジアラビア、イランに次いで第4位、世界では第40位の経済規模を誇る。2024年にはBRICSに加盟した。
UAEの実質経済成長率の推計方法には様々なものがあるが、どの推計方法を採っても、UAEは世界の中でも経済成長が著しい国の一つである。世界金融危機発生以前の実質経済成長率は2005年で8.2%、2006年で9.4%、2007年で6.3％とUAEの経済省（Ministry of Economy）は計算している。
UAEの経済において、石油や天然ガスといった天然資源による歳入への依存度は減少しつつあるものの、石油や天然ガスがUAEの経済（とりわけ、石油を主に産出しているアブダビ首長国）において重要な役割を担っているのは変わっていない。豊富な資金を元に建設ブームが発生し、製造業の基地が出来、サービス業が成長してきたことにより、UAEの経済は多角化しつつある。また、UAEには3,500億ドルの建設プロジェクトが存在する。

## マクロ経済の推移
IMFの統計によると、UAEのマクロ経済の推移は下表のとおりである。
| 暦年 | 名目GDP （百万AED） | 1ドル当たりAED | 消費者物価指数 （2000年=100） |
| ---- | ------------------- | -------------- | ----------------------------- |
| 1980 | 109,833             | 3.70           | 85                            |
| 1985 | 100,400             | 3.67           | 57                            |
| 1990 | 123,101             | 3.67           | 69                            |
| 1995 | 149,504             | 3.67           | 89                            |
| 2000 | 257,287             | 3.67           | 100                           |
| 2005 | 496,515             | 3.67           | 121                           |

1ドル=3.6725UAEディルハムのドルペッグ制（固定相場制）を採っている。

## 通商関係
増加している主要輸入品は、工業製品、機械、輸送用機械などであり、合わせて輸入の8割を占める。アブダビ投資庁は、約9,000億ドルという世界1位の運用資産残高を持つソブリン・ウェルス・ファンドであり、石油の輸出で獲得した外貨を運用している。
ドバイのジュベル・アリ・コンビナートには200以上の工場が操業し、水深の深い港や、再輸出や積替えの生産財すべてに対し、免税である製造業や物流業のための自由貿易地域が存在する（ジュベル・アリ・フリーゾーン）。コンビナート内には、主要な発電所と連結した脱塩処理施設、アルミニウム精錬所、鉄工所はひときわ目立つ施設である。コンビナートは現在も拡張中であり、コンビナート内の別の地域には他の産業が集積している。また、このコンビナート内には新たな旅客輸送、物流の拠点としてジュベル・アリ国際空港が建設中である。
自由貿易地帯を除いて、UAEの人々を経営権の中枢に据える狙いとして、UAEは少なくとも、国内におけるすべての事業において、少なくとも51%はUAE国民が経営権を持つよう要求している。しかしながら、この要求は、検討の段階であり、UAEをWTOの規則と同じようにするために、UAEの人々が経営権を掌握するという狙いは立ち消えになりそうである。
GCC諸国の一員として、UAEは経済問題を中心に様々な活動に参加している。たとえば、経済問題には、定期的な審議会のほかに、貿易、投資、金融、物流、通信、知的財産権の保護を含めた技術的な分野といった共通政策をどう発展させるかを含まれている。

## 経済の多様化
アラブ世界において、UAEはエジプト、モロッコに次いで、石油以外の産業のGDP構成比率が高く、GDPにおいて石油・天然ガスが占める割合は38%に過ぎない。
2007年にはUAEは1日あたり約294.8万バレルの石油を産出した（世界第8位）。内訳として約85%がアブダビ、次いでシャールジャ、ドバイ、残りの4首長国である。ドバイは10年以内に、シャールジャはドバイより短い期間で石油が枯渇すると予測されている。シャールジャは石油以外にも天然ガスを産出する一方、ドバイ・アルミニウム（Dubai Aluminium Company Limited、DUBAL）がドバイの残り少ない石油を使用している。ドバイ・アルミニウムは世界有数のアルミ精錬会社の一つであり、アルミニウムの生産において石油の供給を受けていることから、1トン当たりの生産コストがとても低い。尚、UAEは2008年にアルミ新地金生産国で第10位の892千トンを生産した。
2009年には、旺盛な電力需要に対応するためアブダビ西方にバラカ原子力発電所の建設を決定。2020年までに140万kw4基の原子炉による発電を実現させるため、建設が進められている。

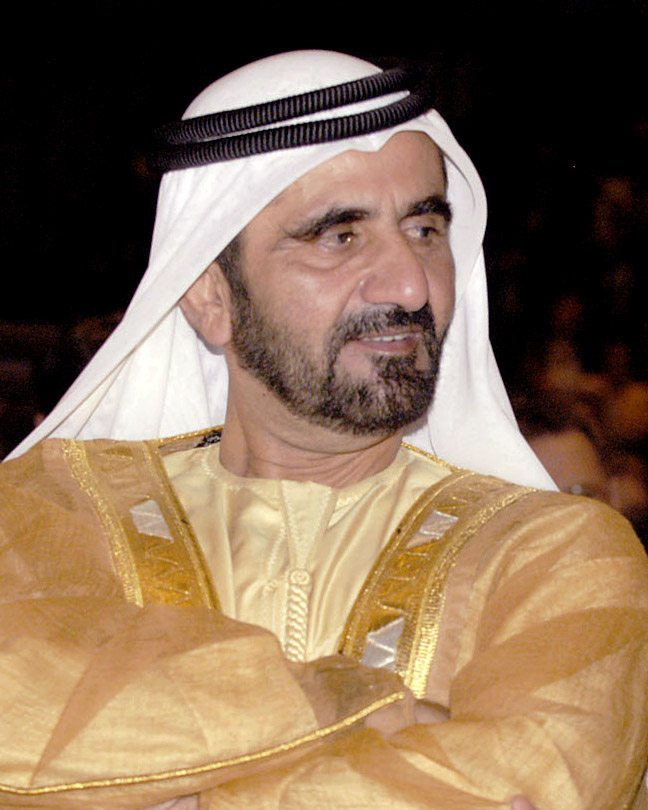
ドバイを観光都市、金融都市へと変革したムハンマド・ビン＝ラーシド・アール＝マクトゥーム

近年になり、ドバイは石油枯渇のこともあり、石油以外の収入源を獲得しようと模索している。ムハンマド・ビン＝ラーシド・アール＝マクトゥームは皇太子時代より観光業と金融業を誘致した結果、観光業と金融業が新たなセクターとして発達しつつある。この経済政策を踏まえ、ドバイ・インターナショナル・ファイナンシャル・センター（Dubai International Financial CentreDIFC）が設立された。DIFCは外国人が経営権の55%を所有し、源泉徴収がなく、土地やオフィスの保有が自由であることを提示し、ニューヨークやロンドン、チューリッヒ、香港、シンガポールといった金融先進地域でベストプラクティスとされた金融規制を適用すると発表されており、地域企業のために新しい証券取引所をDIFCに設置することが発表された。ドバイはまた、インターネットとメディアの自由貿易地域を育成している。この自由貿易地域には外国人が経営権の100%所有、優良なIT企業やメディアのために無税・オフィスの自由保有を認めることを提示している。世界の優良企業の多くが、ドバイに支店や本部を設置している。近年の不動産市場の自由化により、UAE国民でなくとも、自由に土地や不動産を保有することが可能となり、建設ブームが発生した。建設ブームにより、二つのパーム・アイランド、The World、ドバイ・マリーナ、ジュメイラ・レイク・タワーや別荘、高層のマンションやオフィスが建設されている。
世界銀行によると、UAEの証券市場に上場している企業の時価総額は2007年段階で、約2,247億ドルと推計されている。銀行部門における最良の商品は、ドバイのセレブに擬せられるTalha-Khan Aquilが代表のマシュレク・ミリオネア（MashreqMillionaire）のブランドである。この商品は国家的及び国際的な貯蓄商品として成功し、マシュレク銀行のドル箱と考えられている。

## ギャラリー

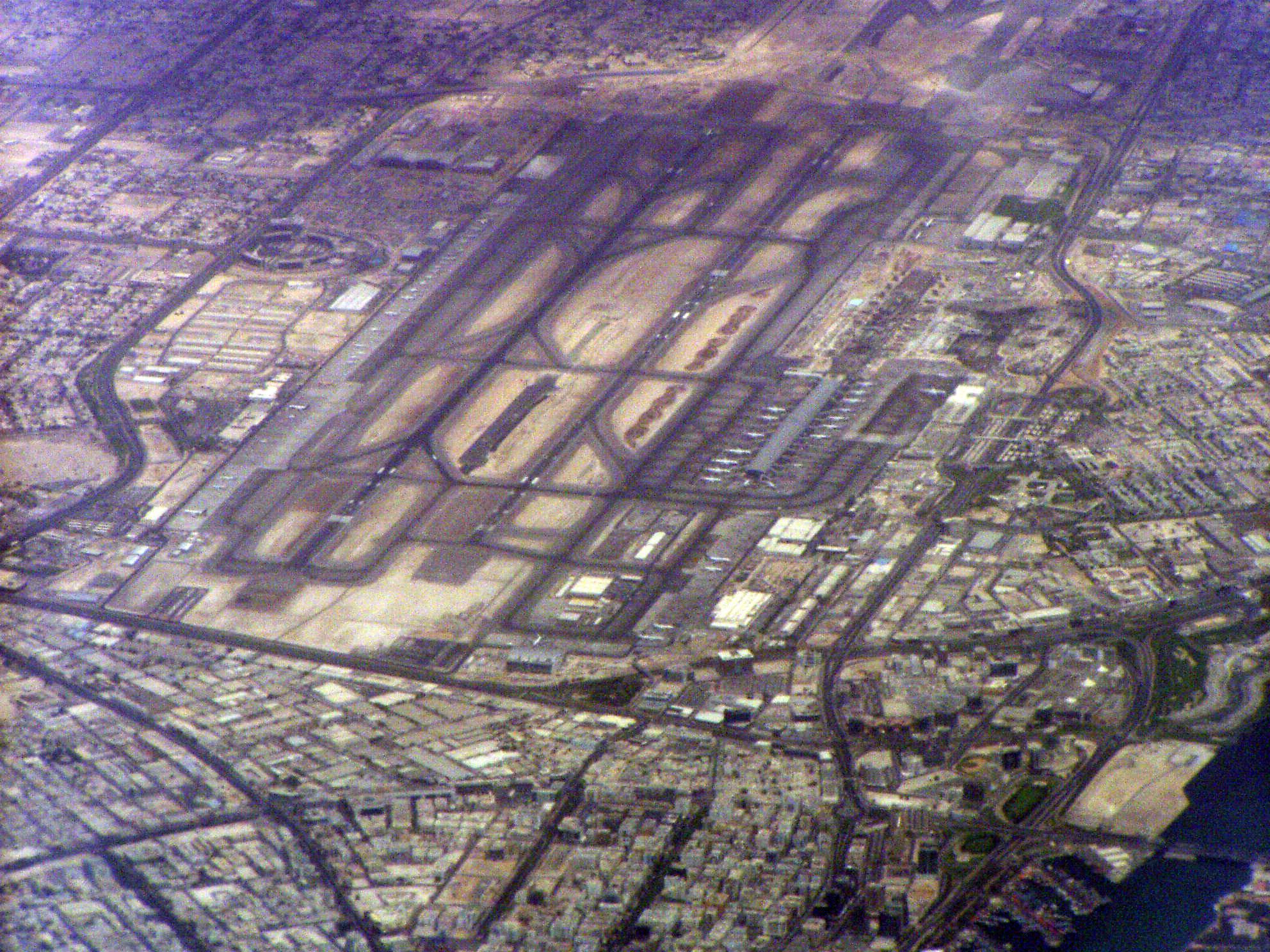
ドバイ国際空港
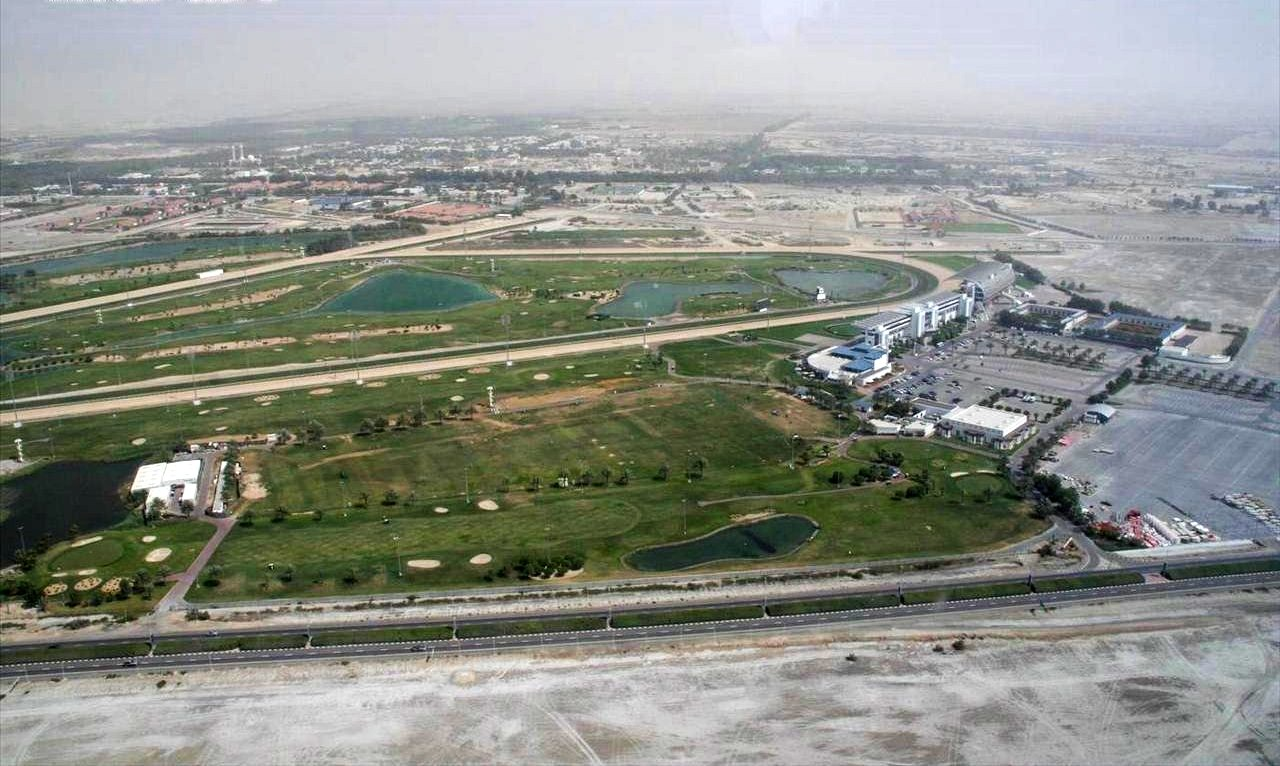
ナド・アルシバ競馬場
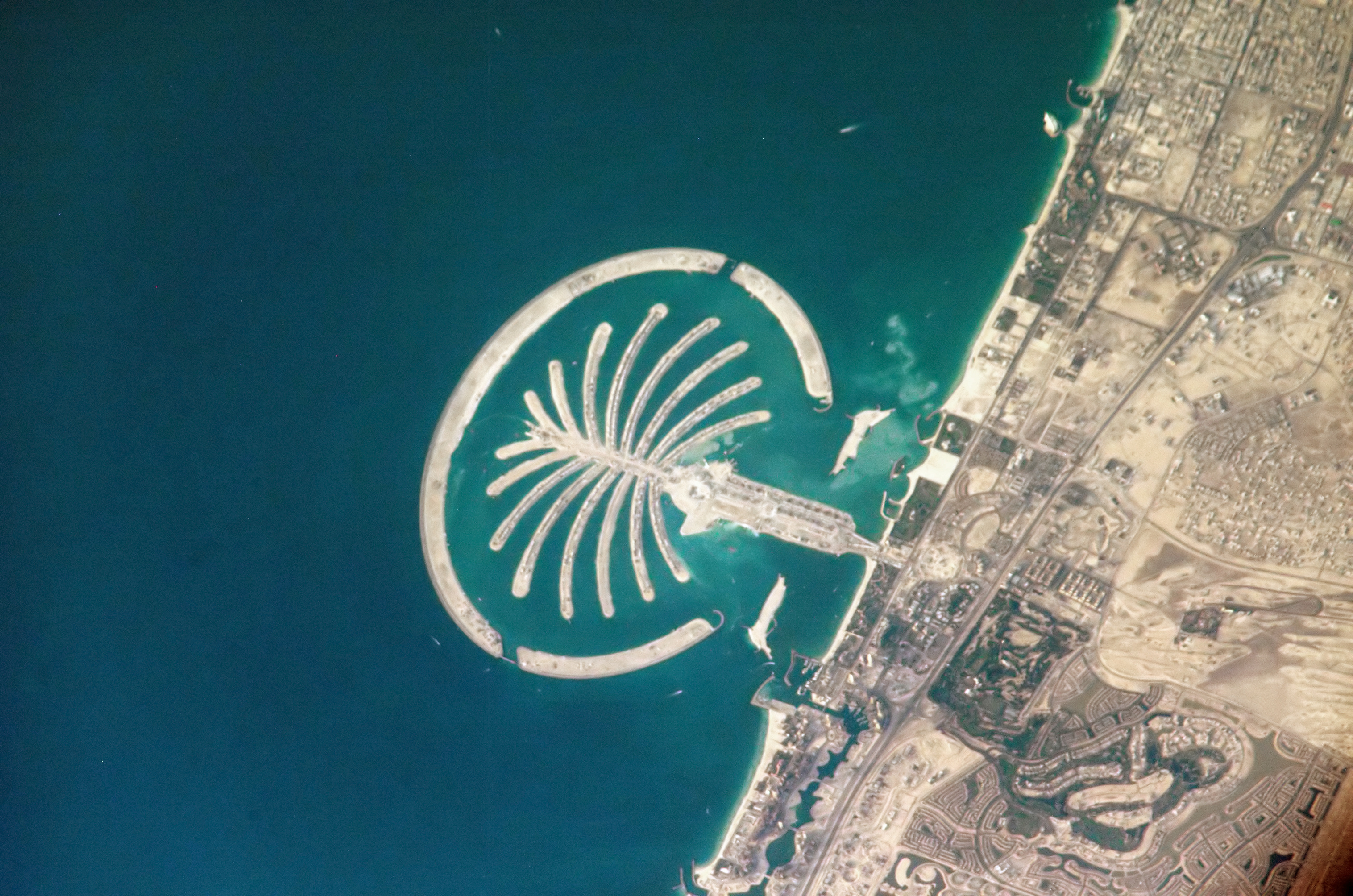
パーム・ジュメイラ
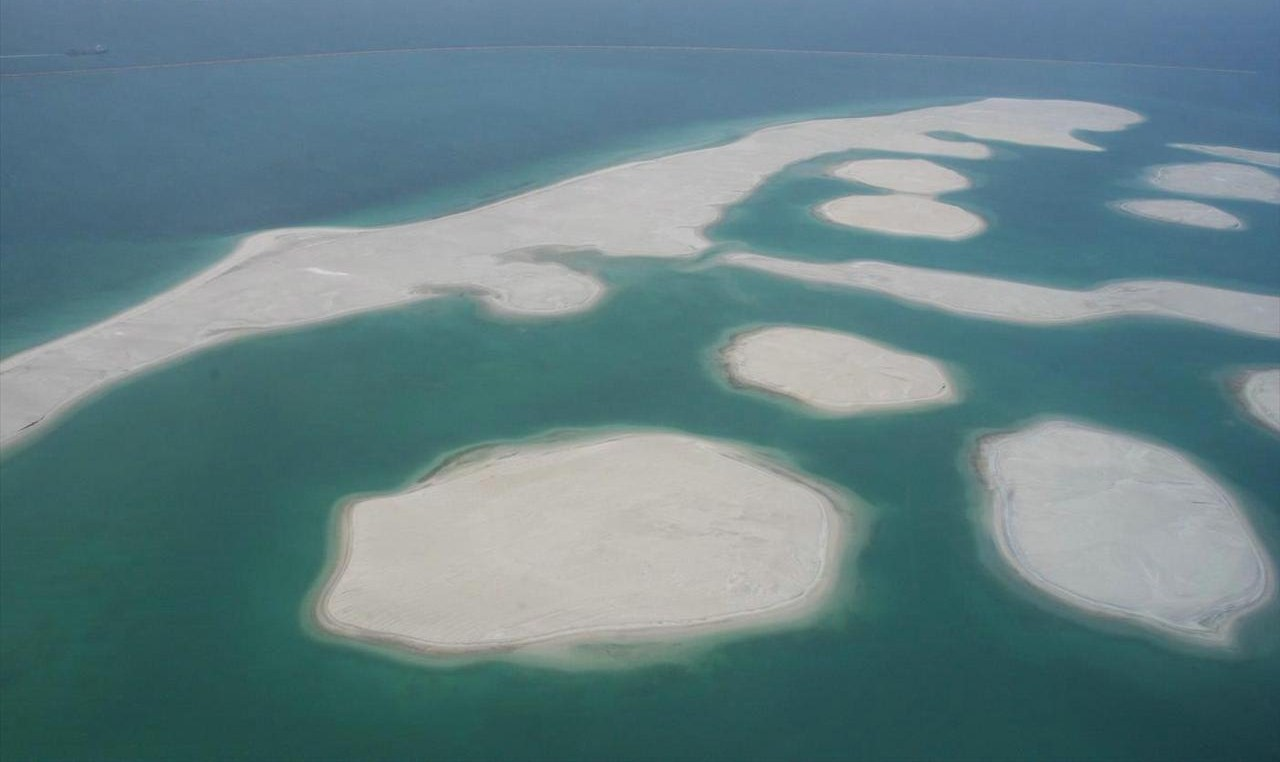
The World